# Giovanni Branca

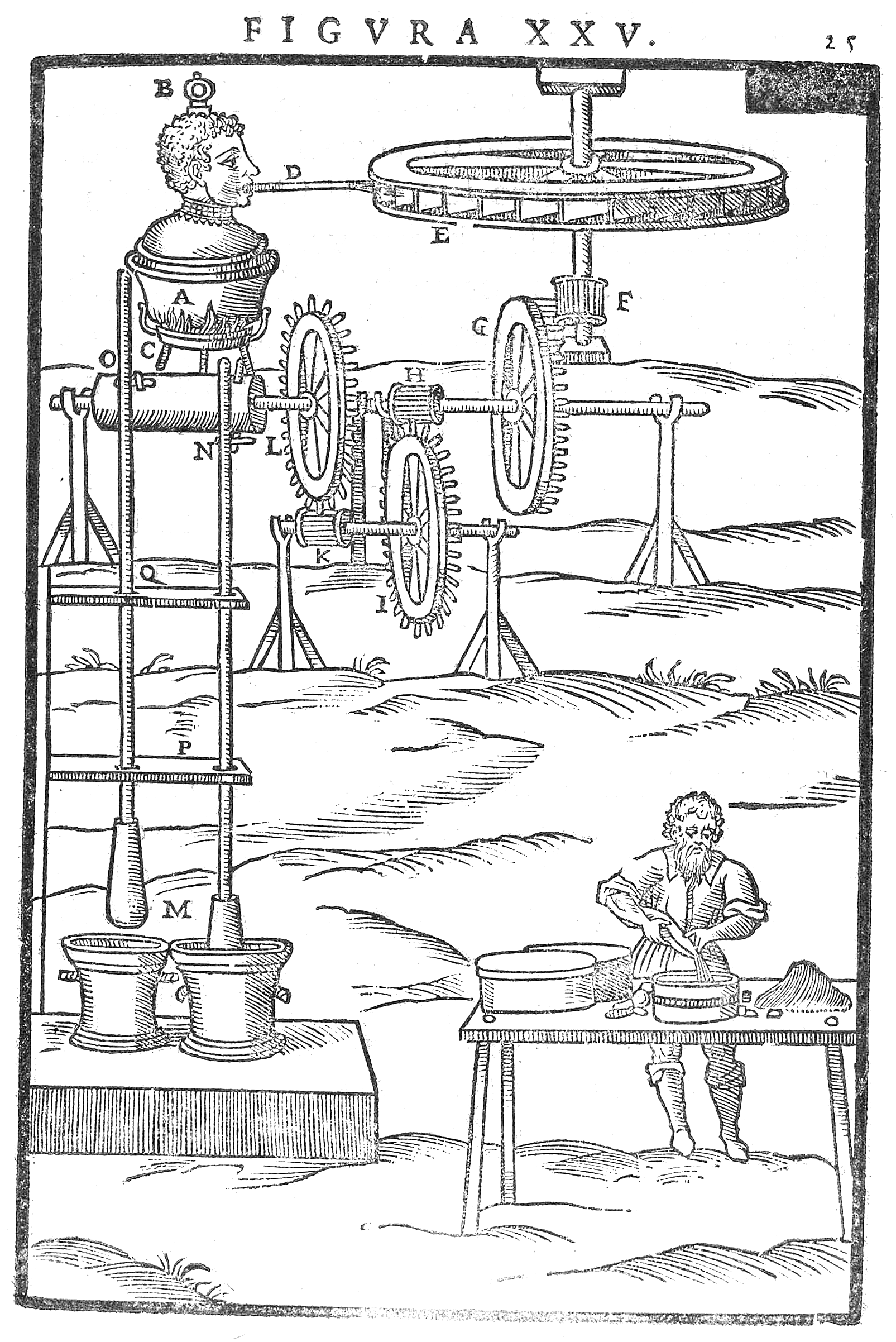
Dampf- oder Heißluftturbine als Antrieb einer Stampfe in Le Machine, Abb. 25.

Giovanni Branca (* 22. April 1571 in Sant’Angelo in Lizzola; † 24. Januar 1645 in Loreto) war ein italienischer Ingenieur, Architekt und Architekturtheoretiker.
Branca beschrieb 1629 als Erster im Abendland eine Dampfturbine. Zuvor hatte der osmanisch-türkische Universalgelehrte Taqi al-Din bereits 1551 eine Dampfturbine in einem seiner Werke beschrieben. Brancas 1629 erschienenes Handbuch zur Architektur wurde bis 1772 mehrfach aufgelegt. Es galt als besonders beliebtes Werk und ist bis in die Neuzeit als Nachdruck erschienen.

## Werke und Schriften
- Basilica della Santa Casa, Kirchenbauwerk in Loreto.
- Le Machine. Volume nuovo et di molto artificio da fare effetti maravigliosi tanto spiritali quanto di animale operatione …, Rom, 1629, OCLC 1203472374.
- Manuale d'Architettura, Rom, 1629, OCLC 503967576.

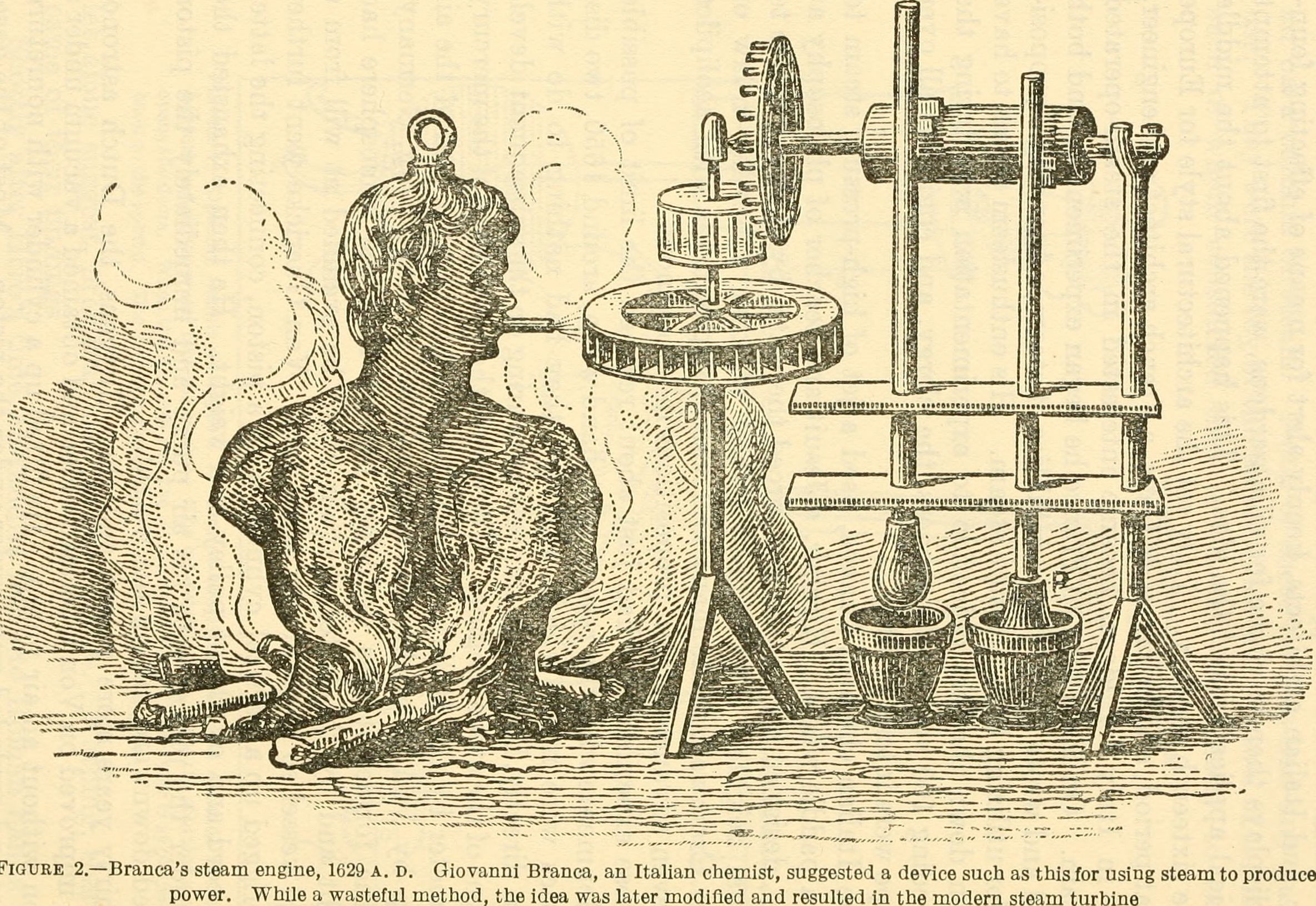
Turbinenentwurf von Branca (1629).
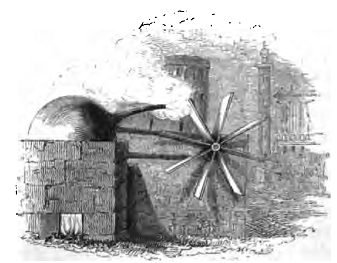
Dampfturbine nach Branca.
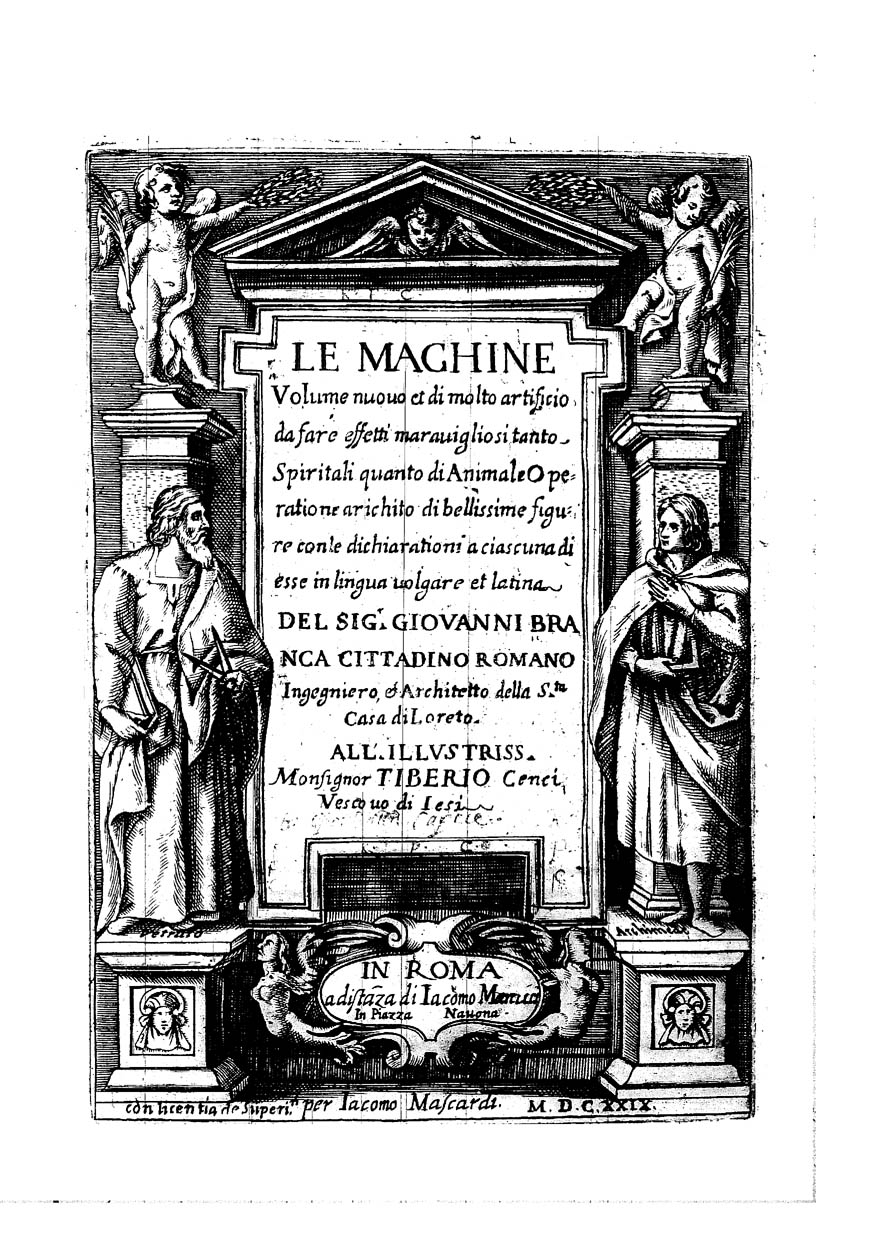
Le machine, 1629.